# Sommeil blanc
Pour plus de détails, voir Fiche technique et Distribution.
Sommeil blanc est un film français réalisé par Jean-Paul Guyon et sorti en 2009, avec Hélène de Fougerolles et Laurent Lucas.

## Synopsis
Camille, une jeune peintre, vit dans un chalet dans les Alpes, à l'écart du monde. Un jour, elle croise un jeune garçon surgi de nulle part, qui va peu à peu bouleverser sa vie. Il renferme un mystère qu'elle va chercher à découvrir.

## Fiche technique
- Titre : Sommeil blanc
- Réalisation : Jean-Paul Guyon
- Scénario : Jean-Paul Guyon, Lucien Carpentier
- Photographie : Marc Tevanian
- Son :
- Montage son et mixage :
- Montage : Élise Fiévet
- Musique : David Moreau
- Producteur : Nicolas Namur
- Sociétés de production : Les Productions Cercle Bleu, en association avec Cofinova 5
- Pays d'origine :  France
- Durée : 90 minutes
- Dates de sortie : décembre 2009

## Distribution
- Laurent Lucas : Thomas
- Hélène de Fougerolles : Camille
- Marc Barbé : Philippe
- Julien Frison : Romain

## Critiques
- Thomas Sotinel dans Le Monde : "Le scénario, adapté d'un roman de G.J. Arnaud procède si méthodiquement que bientôt chaque péripétie découle géométriquement de la précédente, ce qui pour un thriller empêche un peu le frisson. On en est d'autant plus frustré que le film emploie avec intelligence la neige, les sapins, le vent et - surtout - les acteurs. Ces derniers temps, on finissait par se demander si on avait rêvé du talent d'Hélène de Fougerolles, à force de la voir aux côtés de Michael Youn ou sous la direction de Jean-François Davy. Sommeil blanc a le mérite de la mettre sérieusement au travail, et son portrait de dépressive est solidement construit."[1]